# Lista chorób zakaźnych podlegających obowiązkowi hospitalizacji w Polsce
Zgodnie z rozporządzeniem ministra zdrowia z dnia 21 lutego 2021 (Dz.U. 2021, poz. 351) do chorób zakaźnych wymagających obowiązkowej hospitalizacji w Polsce należą:
- gruźlica - osoby chore na gruźlicę w okresie prątkowania oraz osoby z uzasadnionym podejrzeniem o prątkowanie
- w wypadku innych określonych chorób zakaźnych, obowiązkowi leczenia w szpitalu podlegają osoby zakażone lub chore oraz podejrzane o zakażenie lub zachorowanie. Są to następujące choroby:
- błonica
- cholera
- dur brzuszny
- dury rzekome A, B, C
- dur wysypkowy w tym choroba Brill-Zinsser
- dżuma
- gorączka krwotoczna Ebola (EVD)
- wysoce zjadliwa grypa ptaków u ludzi (HPAI), w szczególności wywołaną przez szczepy H7 i H5
- ospa prawdziwa
- ostre  nagminne  porażenie  dziecięce (poliomyelitis) oraz inne  ostre  porażenia  wiotkie,  w tym  zespół Guillain-Barré
- tularemia
- wąglik
- wścieklizna
- wirusowe gorączki krwotoczne, w tym żółta gorączka
- zakażenia czynnikami chorobotwórczymi  wywołującymi zespoły ciężkiej ostrej niewydolności oddechowej (SARI) lub inne niewydolności narządowej, w szczególności:
  - bliskowschodni zespół niewydolności oddechowej (MERS)
  - zespół ostrej niewydolności oddechowej (SARS),
- zapalenie opon mózgowo-rdzeniowych lub mózgu
- COVID-19 (jeśli osoba nie została zakwalifikowana do leczenia i izolacji w warunkach domowych)